# Guillaume Verdier (acteur)
Pour les articles homonymes, voir Guillaume Verdier et Verdier.
Guillaume Verdier est un acteur français révélé par Jean Paul Civeyrac dans ses films  Ni d'Ève ni d'Adam, La Vie selon Luc et Fantômes.

## Filmographie

### Cinéma

#### Longs métrages
- 1996 : Ni d'Eve ni d'Adam de Jean Paul Civeyrac : Gilles
- 2001 : Le Pornographe de Bertrand Bonello :
- 2001 : Fantômes de Jean Paul Civeyrac : Antoine
- 2002 : Le Doux Amour des hommes de Jean Paul Civeyrac
- 2002 : Mods de Serge Bozon : François
- 2003 : Toutes ces belles promesses de Jean Paul Civeyrac : l'employé de l'hôtel
- 2006 : Hors de prix de Pierre Salvadori : le second serveur à la piscine
- 2007 : Guillaume et les Sortilèges de Pierre Léon : Guillaume
- 2007 : L'Été indien d'Alain Raoust : Camille
- 2007 : La France de Serge Bozon : le cadet
- 2007 : Capitaine Achab de Philippe Ramos : Ismaël
- 2008 : Comme une étoile dans la nuit de René Féret : Eric
- 2008 : Cliente de Josiane Balasko : Zoltan
- 2008 : Les Inséparables de Christine Dory : Francis
- 2009 : Un prophète de Jacques Audiard : Michka
- 2009 : La Famille Wolberg d'Axelle Ropert : François
- 2010 : Des filles en noir de Jean Paul Civeyrac : musicien
- 2010 : D'amour et d'eau fraiche de Isabelle Czajka : l'employé Disney
- 2010 : Vénus noire de Abdellatif Kechiche : le premier client
- 2011 : La Planque de Akim Isker : Pera
- 2011 : L'Apollonide : Souvenirs de la maison close de Bertrand Bonello
- 2012 : Cap Nord de Sandrine Rinaldi
- 2013 : Grand Central de Rebecca Zlotowski : Bertrand
- 2013 : Un nuage dans un verre d'eau de Srinath Samarasinghe : Kiersten
- 2014 : Qui vive de Marianne Tardieu : Fred
- 2014 : Saint Laurent de Bertrand Bonello : un légionnaire
- 2014 : Maintenant ou jamais de Serge Frydman : l'intermédiaire au champ de courses
- 2014 : Le Grand homme de Sarah Leonor : Sergent-chef Gao
- 2015 : Le Grand Jeu de Nicolas Pariser : le second agent provocateur
- 2016 : Diamant noir d’Arthur Harari : Kevin
- 2017 : M de Sara Forestier : Franck
- 2017 : Madame Hyde de Serge Bozon : Le stagiaire
- 2018 : L'Amour est une fête de Cédric Anger : Lionel
- 2018 : Frères ennemis de David Oelhoffen : Jean-Marc Furlan
- 2019 : 100 Kilos d'étoiles de Marie-Sophie Chambon : Mathieu
- 2019 : Roads de Sebastian Schipper
- 2020 : Médecin de nuit d'Elie Wajeman : le collecteur
- 2022 : Simone, le voyage du siècle d'Olivier Jahan : Pierre, le toxico
- 2022 : Don Juan de Serge Bozon : le second barman
- 2022 : Une femme de notre temps de Jean-Paul Civeyrac : un policier
- 2022 : Les Enfants des autres de Rebecca Zlotowski : le père de Dylan
- 2023 : Linda veut du poulet ! de Chiara Malta et Sébastien Laudenbach : voix
- 2023 : Le bonheur est pour demain de Brigitte Sy : José
- 2023: Les Derniers hommes de David Oelhoffen : Marly
- 2024 : Un monde violent de Maxime Caperan : Vincent

#### Courts métrages
- 1991 : La Vie selon Luc de Jean Paul Civeyrac
- 1996 : Stigmates de Claude Duty et Jean-Louis Gonnet
- 1999 : Un bout de chemin de Franck Jaen
- 2002 : Sophie s'enflamme de Christophe Leraie
- 2003 : Juliette est morte de Martial Salomon : Guillaume
- 2006 : Le Lac - Le Plage de Matthieu Salmon : Antoine
- 2009 : Comment l'amour vient aux femmes de Yoann de Montgrand : Antonin
- 2010 : Les Fils de mauvaise vie d'Antonin Fourlon : Adrien
- 2010 : Le Corbeau de Steven Comas : le corbeau
- 2011 : Sylvain Rivière de Guillaume Bureau
- 2012 : Complet 6 pièces de Pascale Bodet : le serveur
- 2012 : Un week-end à Paris de Benjamin Cohenca : Victor
- 2012 : Le Rêveur et les truands de Simon Vautier : Guillaume
- 2013 : Avec amour de Christophe Régin : Franck
- 2017 : Les Grand esprits de Jonathan Comnène : Arnaud
- 2018 : Le Bon copain de Nicolas Keitel : le père
- 2019 : Retour au pays des merveilles d'Alice Fargier : l'autostoppeur
- 2020 : Le Collier du Louxor d'Antoine Pineau : Vladimir Pujavsky
- 2021 : Bête noire de Jeremy Trellu : David Henin

### Télévision
- 1999 : Nora (téléfilm) d'Edouard Molinaro :
- 2007 : Les Vacances de Clémence (téléfilm) de Michel Andrieu : Gérard Didier
- 2009 : Le Commissariat (téléfilm) de Michel Andrieu
- 2016 : Trepalium (mini-série télévisée) de Vincent Lannoo : de Milan
- 2019 : Capitaine Marleau (série télévisée) de Josée Dayan, saison 2, épisode 7 Ne plus mourir, jamais : Jules Royné
- 2021 : Rebecca (série télévisée), épisode 1 : le junkie